# Dream Songs
| Оценки критиков  | Оценки критиков |
| Источник         | Оценка          |
| ---------------- | --------------- |
| Exclaim!         | 7/10            |
| Pitchfork        | 6.9/10          |
| PopMatters       | [ 5 ]           |
| Spectrum Culture | [ 6 ]           |
| Under the Radar  | [ 7 ]           |

Dream Songs — дебютный студийный альбом канадского музыканта Devon Welsh, изданный 24 августа 2018 года на собственные средства своего лейбла You Are Accepted.

## История
Dream Songs был издан музыкантом самостоятельно через специально им созданный собственный лейбл You Are Accepted. Хотя ранее, его арт-поп группа Majical Cloudz выпускала свои альбомы через лейбл Matador Records.

## Отзывы
Альбом получил положительные отзывы музыкальной критики и интернет-изданий (Exclaim!, Pitchfork, PopMatters, Spectrum Culture, Under the Radar).

## Список композиций
Слова и музыка всех песен — Devon Welsh.
| №                   | Название                        | Длительность |
| ------------------- | ------------------------------- | ------------ |
| 1.                  | «By the Daylight»               | 3:27         |
| 2.                  | «Summer's End»                  | 4:51         |
| 3.                  | «Dreams Have Pushed You Around» | 4:30         |
| 4.                  | «Vision»                        | 4:47         |
| 5.                  | «Comedian»                      | 2:40         |
| 6.                  | «Chances»                       | 4:44         |
| 7.                  | «Vampires»                      | 3:55         |
| 8.                  | «I'll Be Your Ladder»           | 4:54         |
| 9.                  | «Over the Sky»                  | 3:34         |
| 10.                 | «Take It Easy»                  | 3:33         |
| Общая длительность: | Общая длительность:             | 40:55        |